# Primera Guerra Servil
La Primera Guerra Servil (135 aC - 132 aC) va ser un aixecament dels esclaus de l'illa de Sicília contra els romans, que va acabar en fracàs. Els esclaus van ser liderats per Eunus, un esclau que afirmava ser profeta i un esclau sicilià anomenat "Cleó" que va exercir com a comandant general. Després d'algunes batalles menors en què els esclaus van resultar victoriosos (les seves forces van arribar a sumar 200 mil homes). Tanmateix, un gran exèrcit romà (70 mil homes) va desembarcar a Sicília i va derrotar els esclaus.

## Antecedents
L'aixecament dels esclaus es va deure sobretot als canvis de propietat subsegüents a l'expulsió dels cartaginesos de l'illa durant de la Segona Guerra Púnica. Els especuladors italians es van afanyar a arribar a l'illa i van comprar als sicilians grans lots de terra a preus baixos o arribar a ser els ocupants d'hisendes completes, que havien pertangut a la part cartaginesa de Sicília, o bé van ser confiscades per Roma després de la fugida o execució dels seus antics amos.
Els sicilians de la zona romana van seguir aquest exemple i es van fer rics a costa dels seus veïns. Els esclaus eren barats i Sicília era una zona on hi havia un flux de gra segur, amb excedents per exportar a Itàlia, que patia els estralls de la guerra. Per això, Sicília es va omplir d'esclaus, que eren emprats per cultivar gra per als grans propietaris, sicilians o italians, que no els alimentaven correctament i havien de robar dels cultius per assegurar el seu propi manteniment. Els sicilians pobres van ser els que més van patir aquesta situació, com que els grans propietaris estaven molt contents amb els seus esclaus i els mantenien al seu càrrec. Aquesta zona que normalment estava en pau i plena de grans propietaris que exportaven gra a Itàlia tots els anys, però no estava exempta de tensions internes que posaven en perill la mateixa província. Després de setanta o vuitanta anys de domini romà, els esclaus es van revoltar per primera vegada.

## Guerra Servil
El cap dels esclaus va iniciar la revolta amb dos-cents mil homes entre els quals hi havia dones i nens. El líder dels esclaus era de Síria i es deia Eunus i s'havia dedicat a ser profeta i mag entre els esclaus. Gràcies a aquestes profecies Eunus va aconseguir el comandament de les tropes quan va esclatar la revolta. Segons alguns historiadors, Eunus era un home més astut que capaç, tot i que els únics que van escriure sobre ell van ser els seus enemics. Les victòries que va obtenir enfront dels romans van ser mèrit del seu lloctinent, un cilici anomenat Cleó, però va haver de ser un home d'una considerable habilitat per mantenir el seu lloc durant tant de temps. La capacitat militar de Cleó, va ser limitada i només una mica millor que la dels seus soldats-esclaus. Cleó va caure en batalla i Eunus va ser capturat però va morir abans de ser ajusticiat.
La guerra va durar del 135 aC al 132 aC, va ser la primera de les tres revoltes d'esclaus que van assolar a la República Romana.